# Peponidium perrieri
Peponidium perrieri är en måreväxtart som beskrevs av Arenes. Peponidium perrieri ingår i släktet Peponidium och familjen måreväxter. Inga underarter finns listade i Catalogue of Life.